# Poses (Eure)
Poses település Franciaországban, Eure megyében. Lakosainak száma 1118 fő (2022. január 1.). Poses Amfreville-sous-les-Monts, Léry és Pîtres községekkel határos.

## Népesség
A település népességének változása:
| Lakosok száma | 1082 | 957  | 1024 | 1111 | 1166 | 1172 | 1169 | 1158 | 1143 | 1118 |
|               | 1968 | 1982 | 1990 | 2006 | 2013 | 2015 | 2017 | 2019 | 2020 | 2022 |